# 茂木謙之介
茂木謙之介（もてぎ けんのすけ、1985年3月 - ）は、日本の表象文化論研究者、東北大学大学院准教授。

## 人物・来歴
埼玉県大宮市（現さいたま市）に生まれる。東北大学文学部日本史専修卒業、同大学院人間科学専攻宗教学科博士課程前期二年の課程修了。東京大学大学院総合文化研究科表象文化論博士課程修了、「近代皇族表象の研究  昭和戦前・戦中・戦後期における直宮イメージを中心に」で博士（学術）。2018年足利大学工学部講師、2019年東北大学大学院文学研究科准教授。日本近代文化史・表象文化論・日本近代文学。

## 著書
- 『表象としての皇族 メディアにみる地域社会の皇室像』吉川弘文館, 2017.6
- 『表象天皇制論講義 皇族・地域・メディア』白澤社, 2019.6
- 『SNS天皇論 ポップカルチャー=スピリチュアリティと現代日本』講談社選書メチエ　2022.4

### 共編著
- 『怪異とは誰か』 (怪異の時空） 編著, 一柳廣孝監修. 青弓社, 2016.12
- 『〈地域〉から見える天皇制』河西秀哉,瀬畑源,森暢平編著, 冨永望,舟橋正真, 加藤祐介共著. 吉田書店, 2019.12
- 『遠隔でつくる人文社会学知―2020年度前期の授業実践報告―』大嶋えり子, 小泉勇人, 茂木謙之介共編著, 雷音学術出版, 2020.10
- 『オンライン授業の地平―2020年度の実践報告―』小泉勇人, 茂木謙之介, 大嶋えり子共編著, 雷音学術出版, 2021.4
- 『〈怪異〉とナショナリズム』怪異怪談研究会監修,小松史生子,副田賢二,松下浩幸共編著. 青弓社, 2021.11
- 『コロナとアカデミア』茂木謙之介, 大嶋えり子, 小泉勇人共編著, 雷音学術出版, 2022.5

## 論文
- <茂木謙之介